# Leila Nakabira
Leila Nakabira es una actriz, guionista y activista ugandesa. Es la directora ejecutiva de Lepa Africa Films y fundadora de Leilah Nakabira For Charity Foundation.

## Biografía
Nakabira estudió economía cuantitativa en la Universidad de Makerere, Kampala, Uganda, donde se graduó. Después de un tiempo dentro de la industria del cine, decidió volver a estudiar cine.

## Carrera profesional
Recibió una triple nominación en las categorías Mejor Actriz dorada (Drama), Actor Más Prometedor dorado y Actor Descubrimiento dorado en los Golden Movie Awards Africa (GMAA) 2018 celebrados el 2 de junio en el Palaise de la culture, Treichville, Abiyán, Costa de Marfil, por su actuación protagónica en la película The Forbidden, producida por Nampala Claire. En los premios Zulu Africa Film Academy Awards (ZAFAA) 2018, fue nominada en la categoría Mejor Actriz. De igual forma, fue nominada y ganó el premio a Mejor Actriz en los premios del Festival de Cine de Mujeres UDADA realizados el 20 de octubre de 2018 en Kenia. Fue nuevamente nominada en la categoría de Mejor Actriz en los Premios del Festival de Cine Africano (TAFF) 2019, por la misma película. El evento se llevó a cabo el 30 de junio en The Moody Performance Hall, 2520 Flora Street, Dallas, Texas. Su protagónico también le valió dos nominaciones en los premios Lake International Film Festival (LIPFF), celebrados del 6 al 9 de noviembre de 2019 en Kenia.

## Reconocimientos
| Año  | Evento    | Premios                     | Resultado |
| ---- | --------- | --------------------------- | --------- |
| 2018 | GMAA      | Mejor Actriz dorada         | Nominada  |
| 2018 | GMAA      | Actor más prometedor dorada | Nominada  |
| 2018 | GMAA      | Actor Descubrimiento Dorado | Nominada  |
| 2018 | UDADA WFF | Mejor actriz                | Ganadora  |
| 2018 | ZAFAA     | Mejor actriz                | Nominada  |
| 2019 | PELEA     | Mejor actriz                | Ganadora  |
| 2019 | LIPFF     | Mejor actriz                | Nominada  |